# Carsten M. Carlsen
Carsten Marensius Carlsen (* 5. Juni 1892 in Kristiania; † 28. August 1961) war ein norwegischer Organist, Dirigent und Komponist.
Carlsen studierte von 1909 bis 1913 am Konservatorium von Kristiania bei Gustav Lange und Per Winge. Als Stipendiat vervollkommnete er von 1921 bis 1923 seine Ausbildung in Paris. Er war von 1905 bis 1910 Organist an der methodistischen Kirche in Kristiania und von 1910 bis 1918 an der Tanum kirke in Bærum. Als Dirigent wirkte er von 1914 bis 1938 am Chat Noir in Oslo, dann bis 1941 am Nationaltheater und bis 1945 am Carl-Johan-Theater. Carlsen komponierte u. a. zwei Sinfonien, zwei Orchestersuiten, eine Sinfonietta, ein Klavierquintett und zwei Streichquartette, die Musik zu dem Kriminalfilm To levende og en død, etwa 50 Romanzen, Klavier, Violin- und Orgelstücke und Unterhaltungsmusik. Er war mit der Schauspielerin und Sängerin Lalla Carlsen verheiratet.